# Парламентские выборы в Эстонии (1923)
Выборы во II Рийгикогу состоялись 5-7 мая 1923 года. На выборах были некоторые нарушения - некоторые списки, по большей части коммунистов, были объявлены недействительными до выборов из-за нарушений избирательного права, и полученные результаты дали Эстонии самый фрагментированный парламент в её истории.

## Результаты выборов
Избиратели: 688675 (без учета армии)

Явка: 477284; 67,8%

Недействительных голосов: 17199 (с учетом армии); 3,6%

Действительных голосов: 460 085; 96,4% (с учетом армии)
По итогам выборов пост государственного старейшины Эстонии занял Константин Пятс, сменив Юхана Кукка (Партия труда).
| Партия | Идеология                               | Голоса  | % голосов | Изменение % голосов | Места | % депутатов | Изменение % депутатов |
| --- | --------------------------------------- | ------- | --------- | ------------------- | ----- | ----------- | --------------------- |
| Объединение аграриев (Põllumeeste Kogud) | Аграрианизм, консерватизм               | 99,226  | 21.6%     | ▲0.7%               | 23    | 23%         | ▲2%                   |
| Эстонская социал-демократическая рабочая партия (Eesti Sotsiaaldemokraatline Tööliste Partei) | Социал-демократия                       | 64,297  | 14.0%     | ▼3.1%               | 15    | 15%         | ▼3%                   |
| Эстонская трудовая партия (Eesti Tööerakond) | Левый центризм                          | 51,674  | 11.2%     | ▼9.9%               | 12    | 12%         | ▼7%                   |
| Общенародный рабочий фронт (Töörahva Ühine Väerind) | Коммунизм                               | 43,711  | 9.5%      | ▲4.2%               | 10    | 10%         | ▲5%                   |
| Эстонская народная партия (Eesti Rahvaerakond) | Правый центризм                         | 34,646  | 7.5%      | ▼2.9%               | 8     | 8%          | ▼2%                   |
| Христианская народная партия (Kristlik Rahvaerakond) | Христианский консерватизм               | 33,700  | 7.3%      | ▲0.1%               | 8     | 8%          | ▲1%                   |
| Независимая социалистическая рабочая партия (Iseseisev Sotsialistlik Tööliste Partei) | Ультралевые                             | 21,704  | 4.7%      | ▼6.0%               | 5     | 5%          | ▼6%                   |
| Национальная либеральная партия (Rahvuslik Vabameelne Partei) | Либерализм, Правые                      | 20,670  | 4.5%      | ▲4.5%               | 4     | 4%          | ▲4%                   |
| Объединенные русские партии (Vene ühendatud parteid) | Интересы меньшинств                     | 18,829  | 4.1%      | ▲2.3%               | 4     | 4%          | ▲3%                   |
| Объединение новопоселенцев, арендаторов и мелких земледельцев (Asunikud, Riigirentnikud ja Väikepõllupidajad) | Аграрианизм, Левый центризм             | 17,266  | 3.8%      | ▲3.8%               | 4     | 4%          | ▲4%                   |
| Германская балтийская партия (Saksa-Balti Erakond) | Интересы меньшинств                     | 15,950  | 3.5%      | ▼3.5%               | 3     | 3%          | ▼1%                   |
| Общегосударственный союз обществ домовладельцев (Üleriiklik Majaomanikkude Seltside Liit) | Интересы меньшинств                     | 9,967   | 2.2%      | ▲2.2%               | 2     | 2%          | ▲2%                   |
| Союз арендаторов (Üürnike Ühendus) | Интересы меньшинств                     | 6,130   | 1.3%      | ▲1.3%               | 1     | 1%          | ▲1%                   |
| Эстонский союз демобилизованных солдат (Eesti Demobiliseeritud Sõjaväelaste Liit) | Интересы меньшинств                     | 5,670   | 1.2%      | ▲1.2%               | 1     | 1%          | ▲1%                   |
| Союз рабочих (Töörahva Liit) | Левые                                   | 3,995   | 0.9%      | ▲0.9%               | —     | —           | —                     |
| Шведский союз (Rootsi Liit) | Интересы меньшинств                     | 3,600   | 0.8%      | ▲0.8%               | —     | —           | —                     |
| Мелкие фермеры Сааремаа (Saaremaa väikemaa-põllupidajad) | Аграрианизм                             | 2,496   | 0.5%      | ▲0.5%               | —     | —           | —                     |
| Экономическая группа (Majandusrühm) | Либерализм                              | 2,214   | 0.5%      | ▼0.6%               | —     | —           | ▼1%                   |
| Группа Сету-Ингрия (Setu-Ingeri rühm) | Региональные интересы, Группа интересов | 1,514   | 0.3%      | ▲0.3%               | —     | —           | —                     |
| Мелкие фермеры, крестьяне, деревенские и городские рабочие (Väikekohapidajad, asunikud, maa- ja linnatöölised) | Аграрианизм, Левый центризм             | 932     | 0.2%      | ▲0.2%               | —     | —           | —                     |
| Мелкие фемеры Сету (Setu väikemaapidajad) | Аграрианизм, левые                      | 639     | 0.1%      | ▲0.1%               | —     | —           | —                     |
| Крестьянская партия(уезды Вырумаа, Валгамаа и Печоры) (Maarahva Partei (Võru-,Valga- ja Petserimaa)) | Аграрианизм, консерватизм               | 481     | 0.1%      | ▲0.1%               | —     | —           | —                     |
| Крестьяне и государственные арендаторы(Сааремаа) (Asunikud ja riigirentnikud (Saaremaa)) | Аграрианизм, Левый центризм             | 475     | 0.1%      | ▲0.1%               | —     | —           | —                     |
| Крестьянская партия (Харьюмаа) (Maarahva Partei (Harjumaa)) | Аграрианизм, Консерватизм               | 175     | 0.0%      | ▲0.0%               | —     | —           | —                     |
| Партия националистов(Вырумаа) (Isamaalaste Partei (Virumaa)) | Национализм                             | 175     | 0.0%      | ▲0.0%               | —     | —           | —                     |
| Крестьянская партия (Таллин) (Maarahva Partei (Tallinn)) | Аграрианизм, Консерватизм               | 48      | 0.0%      | ▲0.0%               | —     | —           | —                     |
| Все голоса |                                         | 460,085 | 100.0%    |                     | 100   |             |                       |
| - Результаты Общенародного рабочего фронта сравниваются с Центральным комитетом Таллинских профсоюзов. - Результаты Независимой социалистической рабочей партии сравниваются с Эстонской независимой социалистической рабочей партией. - Результаты Объединенных русских партий сравниваются с Русским национальным союзом в Эстонии. - Результаты Эстонского союза демобилизованных солдат сравниваются с результатами Сражающейся армии республики Эстония. |                                         |         |           |                     |       |             |                       |